# Gerardo Olivares
Gerardo Olivares (Cordova, 1964) è un regista e sceneggiatore spagnolo.
È stato il primo spagnolo a vincere il Golden Spike al noto Seminci Film Festival di Valladolid per il suo film 14 kilómetros.

## Biografia
Viaggiatore instancabile, Olivares ha iniziato a viaggiare per il mondo nel 1987 mentre studiava Scienze dell'Informazione all'Università Complutense di Madrid. A vent'anni prende in prestito una Vespa dal fratello e per quattro mesi viaggia a Capo Nord in Lapponia, dove realizza il suo primo reportage sui nomadi che vivono oltre il Circolo polare artico. Di ritorno a Madrid, il rapporto è stato pubblicato su Los Aventurreos (The Adventurer). Mesi dopo ha iniziato a lavorare sotto la direzione del giornalista e scrittore Enrique Meneses, che ha sempre considerato il suo maestro.
Un anno dopo Olivares ha coperto buona parte del Sahara con una Seat Panda, un deserto che ha poi attraversato in più occasioni. Durante questo viaggio iniziò a maturare quello che sarebbe stato il suo primo grande progetto di documentario, La Ruta de las Córdobas (The Cordobas Route), un viaggio dall'Alaska alla Terra del Fuoco seguendo le 36 città, paesi e caratteristiche geografiche con il nome di Cordoba. Per un anno e mezzo ha viaggiato lungo la spina dorsale delle Americhe in tre fuoristrada, e il risultato è stato una serie di 8 episodi emessi nel 1992 da TVE con grande successo di ascolti.
Due anni dopo, nel 1994, Olivares ha circondato via terra il continente africano, dal Marocco al Sudafrica e poi all'Egitto, come Direttore di Ruta de los Exploradores (Sentiero degli esploratori), coprodotto da TVE. Nel 1997 ha attraversato il continente asiatico, dalla Spagna a Singapore in due camion per la serie Road to Samarkand, il programma più visto del 2000 in TVE 2, vincendo il premio GECA per un pubblico record.

## Fiction
Nel 2005, dopo una lunga carriera come regista e sceneggiatore di documentari, Olivares ha deciso di lanciarsi nella fiction con l'aiuto del produttore Jose Maria Morales (Wanda Films) con La Gran Final (The Great Match), girato in Mongolia, Sahara e Amazzonia brasiliana. Questo film ha vinto numerosi premi internazionali ed è stato selezionato per partecipare, tra gli altri, al Festival Internazionale del Cinema di Berlino. Il film era una selezione ufficiale al Copenhagen International Film Festival, al Galway Film Fleadh, al World Cinema Festival, al Cap Ttown e al Desert Nights Filmfest, Roma. È stato candidato per il miglior film al Festival del cinema spagnolo di Malaga.
Nel 2006 ha scritto e diretto 14 kilómetros, un film sulla difficile situazione dell'immigrazione africana che ha vinto oltre 15 premi internazionali, affermandosi come uno dei registi più impegnati nel panorama del cinema spagnolo. Il suo lungometraggio del 2010, Entrelobos (Tra i lupi), basato sulla straordinaria storia di Marcos Rodríguez Pantoja, è stato uno dei film spagnoli di maggior incasso del 2010 con oltre mezzo milione di spettatori nelle sale. Racconta la vera storia di un giovane pastore in una remota zona di montagna che fa amicizia con un branco di lupi e alla fine diventa il loro capo.

## Vita privata
È sposato, ha due figli e vive a Madrid.

## Filmografia
Film prodotti da Gerardo Olives.
- La ruta de las Córdobas (1992)
- La ruta de los exploradores (1994)
- La ruta de Samarkanda (1997)
- Moradores del Himalaya (1999)
- Herederos de Gengis Kan (2000)
- Fantasmas de Sulawesi (2000)
- Los hijos del jaguar (2000)
- El desierto de los esqueletos (2001)
- Mekong, el río de los nueve dragones (2001)
- Una nube sobre Bhopal (2001)
- Tibet, libertad en el exilio (2002)
- Herederos de la tierra (2002)
- El hambre en el mundo explicada a mi hijo (2002)
- Bajo la sombra de los Annapurnas (2003)
- Caravana (2004)
- El tercer planeta
- Últimos paraísos
- Supervivientes del planeta
- La gran final (2006)
- 14 kilómetros (2007)
- Somalia, un mundo aparte (2007)
- Cazadores (2007)
- Bazares de Oriente (2007)
- Entrelobos (2010)
- Aliados del Aire
- Hermanos del viento (2015)
- El faro de las orcas (2016)

Film diretti:
- Abel - Il figlio del vento (Wie Brüder im Wind) (2015)